# Кевін Констан
Кеві́н Конста́н (фр. Kévin Constant, нар. 10 травня 1987, Фрежус) — французький та гвінейський футболіст, захисник клубу «Трабзонспор».
Виступав, зокрема, за «Мілан», а також національну збірну Гвінеї.

## Клубна кар'єра
Народився 10 травня 1987 року в місті Фрежус. Вихованець футбольної школи «Тулузи». З 2004 року виступав за дубль команди в аматорському чемпіонаті, зігравши за команду 63 матчі, в яких забив 7 голів.
У професійному футболі дебютував 2006 року виступами за основну команду «Тулузи», проте за півтора сезони зіграв лише чотири матчі в чемпіонаті.
Через це в січні 2008 року, в статусі вільного агента, Констан перейшов до «Шатору», підписавши річний контракт. У першому сезоні в команді він провів 13 ігор і забив 1 гол, а в другому став твердим гравцем стартового складу команди. Влітку 2009 року футболіст продовжив контракт з клубом, за який виступав ще півтора року. У сезоні 2009/10 Кевін провів найкращий сезон у складі команди, забивши 10 голів та віддавши 8 гольових передач. Всього за «Шатору» Констан провів 79 ігор і забив 15 голів в Лізі 2.

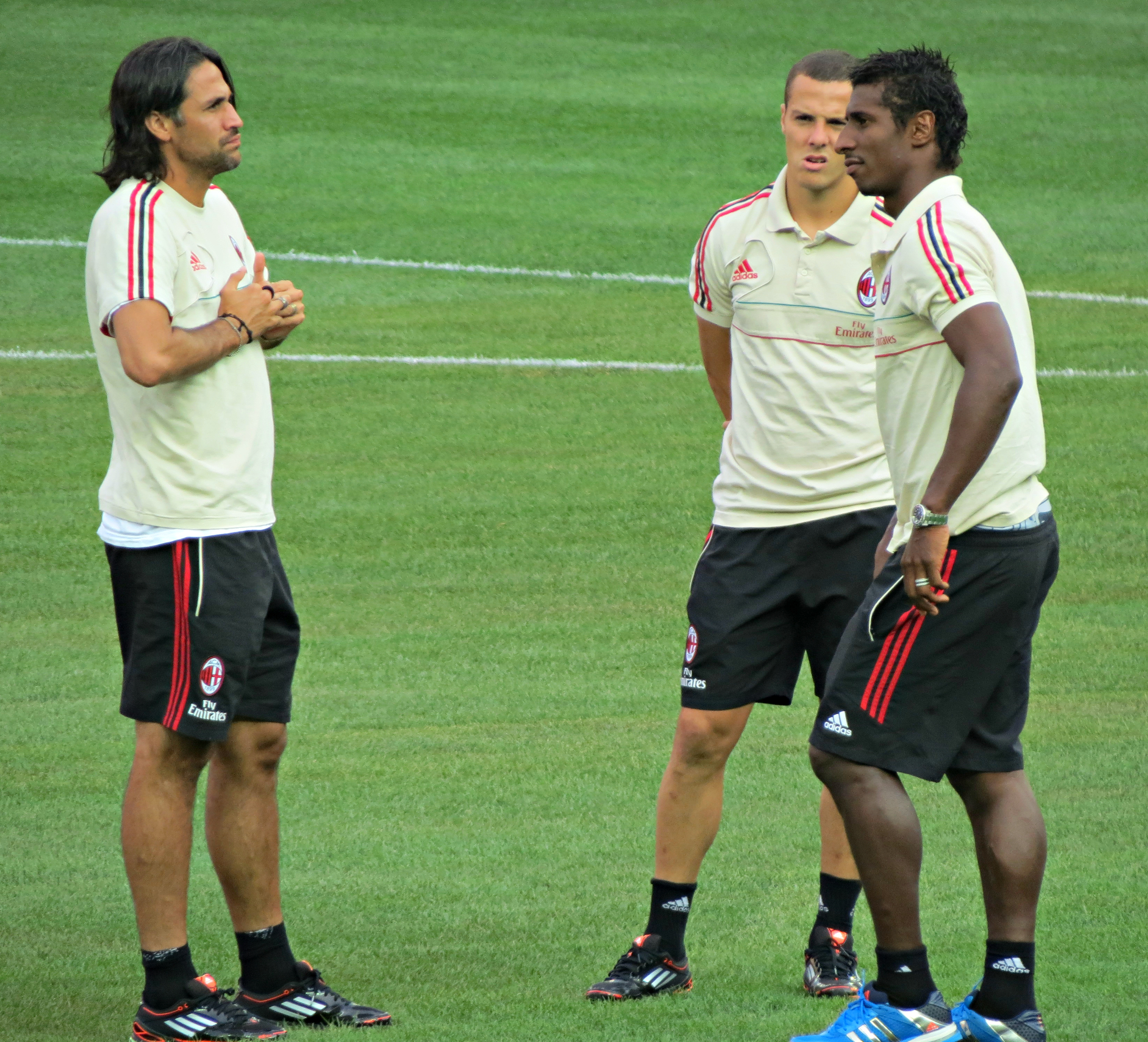
Кевін Констан (праворуч) на тренуванні разом з партнерами по «Мілану» Маріо Єпесом та Джамелем Месба. 8 серпня 2012 року

Влітку 2010, після невдачі з переходом в «Блекберн Роверз», Констан був орендований італійським «К'єво» з можливістю викупу трансферу гравця за 1 млн євро. 22 вересня він дебютував у складі команди в грі з «Наполі», яка завершилася на користь його команди 3:1. В червні 2012 року «К'єво» викупило контракт гравця, але вже наступного місяця продало в «Дженоа». Веронці за трансфер отримали 6,5 млн євро, а також двох футболістів Франческо Ачербі та Івана Фатича. 21 вересня 2011 року Констан забив перший м'яч за новий клуб, вразивши ворота «Катанії»
20 червня 2012 року Кевін перейшов до «Мілана» на правах оренди. Протягом сезону «Мілан» повністю викупив права на гравця. Куплений як півзахисник, під керівництвом тренера Массіміліано Аллегрі, Констан освоїв позицію лівого захисника. В дебютному для себе сезоні за «россонері» вийшов на поле 31 разів, 6 з них в Лізі Чемпіонів. В другому також зіграв у шести матчах Ліги чемпіонів, але в чемпіонаті виходив на поле лише двадцять раз.
5 серпня 2014 року за 2,5 млн євро перебрався до складу турецького «Трабзонспора», підписавши контракт на 4 роки. Відтоді встиг відіграти за команду з Трабзона 1 матч в національному чемпіонаті.

## Виступи за збірні
Констан народився в родини француза та матері, що мала гвінейське походження. Він спочатку вибрав своєю командою Францію. У складі юнацької збірної Франції до 17 років Констан 2004 року грав на чемпіонаті Європи, у фіналі якого забив перший гол, що допоміг французам обіграти збірну Іспанії (2:1) та виграти турнір.
2007 року Констану було запропоновано грати у складі національної збірної Гвінеї. У жовтні він дебютував за неї в товариській грі з Сенегалом. Однак кілька місяців футболіст не міг виступати, поки ФІФА перевіряла гвінейське походження його матері. Через це Кевін був змушений пропустити Кубок Африки 2008 року.
Наразі провів у формі головної команди країни 21 матч, забивши 3 голи.

## Статистика виступів

### Статистика клубних виступів
| Сезон                | Команда              | Чемпіонат            | Чемпіонат | Чемпіонат | Національний кубок | Національний кубок | Національний кубок | Єврокубки | Єврокубки | Єврокубки | Усього | Усього |
| Сезон                | Команда              | Ліга                 | Ігор      | Голів     | Ліга               | Ігор               | Голів              | Ліга      | Ігор      | Голів     | Ігор   | Голів  |
| -------------------- | -------------------- | -------------------- | --------- | --------- | ------------------ | ------------------ | ------------------ | --------- | --------- | --------- | ------ | ------ |
| 2004-05              | «Тулуза-2»           | АЧФ (IV)             | 11        | 1         | —                  | —                  | —                  | —         | —         | —         | 11     | 1      |
| 2005-06              | «Тулуза-2»           | АЧФ (IV)             | 26        | 3         | —                  | —                  | —                  | —         | —         | —         | 26     | 3      |
| 2006-07              | «Тулуза-2»           | АЧФ (IV)             | 18        | 0         | —                  | —                  | —                  | —         | —         | —         | 18     | 0      |
| 2007-08              | «Тулуза-2»           | АЧФ (IV)             | 8         | 3         | —                  | —                  | —                  | —         | —         | —         | 8      | 3      |
| Усього за «Тулузу-2» | Усього за «Тулузу-2» | Усього за «Тулузу-2» | 63        | 7         |                    | —                  | —                  |           | —         | —         | 63     | 7      |
| 2006-07              | «Тулуза»             | Л1                   | 2         | 0         | —                  | —                  | —                  | —         | —         | —         | 2      | 0      |
| 2007-08              | «Тулуза»             | Л1                   | 2         | 0         | —                  | —                  | —                  | —         | —         | —         | 2      | 0      |
| Усього за «Тулузу»   | Усього за «Тулузу»   | Усього за «Тулузу»   | 4         | 0         |                    | —                  | —                  |           | —         | —         | 4      | 0      |
| 2007-08              | «Шатору»             | Л2 (II)              | 13        | 1         | —                  | —                  | —                  | —         | —         | —         | 13     | 1      |
| 2008-09              | «Шатору»             | Л2 (II)              | 28        | 4         | КФ+КЛ              | 2+3                | 1+0                |           | —         | —         | 33     | 5      |
| 2009-10              | «Шатору»             | Л2 (II)              | 34        | 10        | КФ+КЛ              | 1+1                | 1+0                |           | —         | —         | 36     | 11     |
| 2010-11              | «Шатору»             | Л2 (II)              | 4         | 0         | —                  | —                  | —                  |           | —         | —         | 4      | 0      |
| Усього за «Шатору»   | Усього за «Шатору»   | Усього за «Шатору»   | 79        | 15        |                    | 7                  | 2                  |           | —         | —         | 86     | 17     |
| 2010-11              | «К'єво»              | A                    | 32        | 2         | —                  | —                  | —                  | —         | —         | —         | 32     | 2      |
| 2011-12              | «Дженоа»             | A                    | 21        | 1         | КІ                 | 2                  | 0                  | —         | —         | —         | 23     | 1      |
| 2012-13              | «Мілан»              | A                    | 25        | 0         | КІ                 | 0                  | 0                  | ЛЧ        | 6         | 0         | 31     | 0      |
| 2013-14              | «Мілан»              | A                    | 20        | 0         | КІ                 | 0                  | 0                  | ЛЧ        | 6         | 0         | 26     | 0      |
| Усього за «Мілан»    | Усього за «Мілан»    | Усього за «Мілан»    | 45        | 0         |                    | 0                  | 0                  |           | 12        | 0         | 57     | 0      |
| Усього за кар'єру    | Усього за кар'єру    | Усього за кар'єру    | 244       | 25        |                    | 9                  | 2                  |           | 12        | 0         | 265    | 27     |

### Статистика виступів за збірну
| Дата       | Місто                | Господарі    | Результат | Гості        | Турнір                                  | Голи | Примітки |
| ---------- | -------------------- | ------------ | --------- | ------------ | --------------------------------------- | ---- | -------- |
| 14-10-2007 | Руан                 | Гвінея       | 1 – 3     | Сенегал      | товариський матч                        | -    |          |
| 20-11-2007 | Мелен (Сена і Марна) | Ангола       | 0 – 3     | Гвінея       | товариський матч                        | -    |          |
| 25-3-2008  | Париж                | Гвінея       | 2 – 0     | Того         | товариський матч                        | -    |          |
| 20-8-2008  | Шантійї              | Гвінея       | 1 – 2     | Кот-д'Івуар  | товариський матч                        | -    |          |
| 18-11-2008 | Комп'єнь             | Габон        | 3 – 3     | Гвінея       | товариський матч                        | -    |          |
| 11-2-2009  | Бондуфль             | Камерун      | 3 – 1     | Гвінея       | товариський матч                        | -    |          |
| 28-3-2009  | Уагадугу             | Буркіна-Фасо | 4 – 2     | Гвінея       | Відбір до ЧС 2010                       | -    |          |
| 11-10-2009 | Аккра                | Гвінея       | 1 – 2     | Буркіна-Фасо | Відбір до ЧС 2010                       | -    |          |
| 14-11-2009 | Абіджан              | Кот-д'Івуар  | 3 – 0     | Гвінея       | Відбір до ЧС 2010                       | -    |          |
| 11-8-2010  | Мариньян             | Малі         | 0 – 2     | Гвінея       | товариський матч                        | 1    |          |
| 10-10-2010 | Конакрі              | Гвінея       | 1 – 0     | Нігерія      | Відбір до Кубка африканських націй 2012 | 1    |          |
| 17-11-2010 | Мант-ла-Віль         | Гвінея       | 1 – 2     | Буркіна-Фасо | товариський матч                        | -    |          |
| 27-3-2011  | Антананаріву         | Мадагаскар   | 1 – 1     | Гвінея       | Відбір до Кубка африканських націй 2012 | -    |          |
| 4-9-2011   | Конакрі              | Гвінея       | 1 – 0     | Ефіопія      | Відбір до Кубка африканських націй 2012 | -    |          |
| 8-10-2011  | Абуджа (місто)       | Нігерія      | 2 – 2     | Гвінея       | Відбір до Кубка африканських націй 2012 | -    |          |
| 11-11-2011 | Мант-ла-Віль         | Гвінея       | 1 – 4     | Сенегал      | товариський матч                        | -    |          |
| 15-11-2011 | Вірі-Шатійон         | Гвінея       | 1 – 1     | Буркіна-Фасо | товариський матч                        | -    |          |
| 9-9-2012   | Конакрі              | Гвінея       | 1 – 0     | Нігер        | Відбір до Кубка африканських націй 2013 | -    |          |
| 14-8-2013  | Бліда                | Алжир        | 2 – 2     | Гвінея       | товариський матч                        | -    |          |
| 10-9-2013  | Ель-Гуна             | Єгипет       | 4 – 2     | Гвінея       | Відбір до ЧС 2014                       | -    |          |
| 5-3-2014   | Тегеран              | Іран         | 1 – 2     | Гвінея       | товариський матч                        | 1    |          |
| Усього     |                      | Матчів       | 21        |              | Голів                                   | 3    |          |

## Титули і досягнення
- Чемпіон Європи (U-17): 2004